# هينريتش شروتر
هينريتش شروتر (بالألمانية: Heinrich Schröter)‏ هو رياضياتي ألماني، ولد في 8 يناير 1829 في كونيغسبرغ في الإمبراطورية الروسية، وتوفي في 3 يناير 1892 في فروتسواف في بولندا.